# Malouy
Malouy település Franciaországban, Eure megyében. Lakosainak száma 171 fő (2022. január 1.). Malouy Bournainville-Faverolles, Courbépine, Duranville és Saint-Martin-du-Tilleul községekkel határos.

## Népesség
A település népességének változása:
| Lakosok száma | 100  | 119  | 125  | 105  | 150  | 159  | 160  | 162  | 164  | 171  |
|               | 1968 | 1982 | 1990 | 2006 | 2013 | 2015 | 2017 | 2019 | 2020 | 2022 |